# Alu element
Alu element je kratak segment DNK originalno karakterisan dejstvom Alu restrikcione endonukleaze. Alu elementi različitih tipova se javljaju u velikim brojevima u genomu primata. Zapravo, Alu elementi skoro da su najzastupljeniji transpozabilni elementi u ljudskom genomu. Oni su izvedeni iz male citoplazmatične 7SL RNK, komponente partikula signalnog prepoznavanja. Procenjuje se da je kopija 7SL RNK postala prekurzor Alu elemenata u genomu predaka supraprimata.
Alu umetanja su implicirana u nekoliko naslednih ljudskih bolesti i raznih formi kancera.
Istraživanja Alu elemenata su isto tako važna u objašnjavanju ljudske populacione genetike i evolucije primata, uključujući evoluciju čoveka.

## Spoljašnje veze
- Alu+Repetitive+Sequences на 
- Alu pretraživač